# Margasari (Labuhan Maringgai)
Margasari is een bestuurslaag in het regentschap Lampung Timur van de provincie Lampung, Indonesië. Margasari telt 7717 inwoners (volkstelling 2010).